# Samuel Adeniran
Samuel Oluwabukunmi Adeniran (Houston, 30 settembre 1998) è un calciatore statunitense, attaccante del LASK.

## Biografia
Ha origini nigeriane.

## Caratteristiche tecniche
Di ruolo centravanti, eccelle nel gioco aereo grazie all'altezza ed ha una buona tecnica di base.

## Carriera
Nato ad Houston, ha iniziato la sua carriera calcistica nel settore giovanile del Belenenses dove ha giocato dal 2016 al 2017. Successivamente ha giocato nelle serie inferiori del calcio spagnolo con Guadalajara e Castellón e di quello tedesco con Kickers Emden e Atlas Delmenhorst.
Nel gennaio del 2021 ha risolto il suo contratto con l'Atlas per far ritorno permanentemente negli Stati Uniti, ed il 15 marzo ha firmato con il Tacoma Defiance, la squadra riserve del Seattle Sounders. Ha debuttato il 16 maggio seguente nell'incontro di USL Championship vinto 1-0 contro l'Orange County ed il 24 giugno ha segnato il suo primo gol nel pareggio per 1-1 contro il Real Monarchs. Il 18 luglio ha esordito con i Sounders nell'incontro di MLS perso 1-0 contro il Minnesota Utd ed il 14 dicembre ha firmato un contratto professionistico.
Il 9 giugno 2022 è stato ceduto in prestito al San Antonio FC per il resto della stagione. Rientrato dal prestito è stato ceduto a titolo definitivo al St. Louis City in cambio di $100.000. Dopo sole 4 presenze il 25 aprile 2023 è stato prestato nuovamente al San Antonio FC, venendo richiamato dopo due mesi. Il 25 giugno ha segnato il suo primo gol in MLS nell'incontro vinto 2-1 contro il S.J. Earthquakes.

## Statistiche

### Presenze e reti nei club
Statistiche aggiornate al 23 ottobre 2024.
| Stagione        | Squadra            | Campionato      | Campionato | Campionato | Coppe nazionali | Coppe nazionali | Coppe nazionali | Coppe continentali | Coppe continentali | Coppe continentali | Altre coppe | Altre coppe | Altre coppe | Totale | Totale | Totale |
| Stagione        | Squadra            | Comp            | Pres       | Reti       | Comp            | Pres            | Reti            | Comp               | Pres               | Reti               | Comp        | Pres        | Reti        | Pres   | Reti   |        |
| --------------- | ------------------ | --------------- | ---------- | ---------- | --------------- | --------------- | --------------- | ------------------ | ------------------ | ------------------ | ----------- | ----------- | ----------- | ------ | ------ | ------ |
| 2018-gen. 2019  | Guadalajara        | TD              | 14         | 7          | CR              | 0               | 0               |                    | -                  | -                  |             | -           | -           | 14     | 7      |        |
| gen.-giu. 2019  | Castellón          | SDB             | 0          | 0          | CR              | 0               | 0               |                    | -                  | -                  |             | -           | -           | 0      | 0      |        |
| 2019-2020       | Kickers Emden      | OL              | 13         | 6          |                 | -               | -               |                    | -                  | -                  |             | -           | -           | 13     | 6      |        |
| 2020-2021       | Atlas Delmenhorst  | RL              | 7          | 2          |                 | -               | -               |                    | -                  | -                  |             | -           | -           | 7      | 2      |        |
| 2021            | Tacoma Defiance    | USL             | 30         | 13         |                 | -               | -               |                    | -                  | -                  |             | -           | -           | 30     | 13     |        |
| gen.-giu. 2022  | Tacoma Defiance    | MNP             | 8          | 2          |                 | -               | -               |                    | -                  | -                  |             | -           | -           | 8      | 2      |        |
| 2021            | Seattle Sounders   | MLS             | 2          | 0          |                 | -               | -               |                    | -                  | -                  |             | -           | -           | 2      | 0      |        |
| gen.-giu. 2022  | Seattle Sounders   | MLS             | 2          | 0          | USCup           | 1               | 0               | CCL                | 1                  | 0                  |             | -           | -           | 4      | 0      |        |
| giu.-dic. 2022  | San Antonio FC     | USL             | 23         | 12         | USCup           | 0               | 0               |                    | -                  | -                  |             | -           | -           | 23     | 12     |        |
| gen.-apr. 2023  | St. Louis City     | MLS             | 4          | 0          | USCup           | 0               | 0               |                    | -                  | -                  |             | -           | -           | 4      | 0      |        |
| apr.-giu. 2023  | San Antonio FC     | USL             | 7          | 4          | USCup           | 1               | 0               |                    | -                  | -                  |             | -           | -           | 8      | 4      |        |
| giu.-dic. 2023  | St. Louis City     | MLS             | 16         | 8          | USCup           | 0               | 0               |                    | -                  | -                  | LC          | 2           | 0           | 18     | 8      |        |
| feb.-lug. 2024  | St. Louis City     | MLS             | 17         | 2          | USCup           | 0               | 0               | CCC                | 2                  | 0                  |             | -           | -           | 19     | 2      |        |
| lug.-nov. 2024  | Philadelphia Union | MLS             | 7          | 0          | USCup           | -               | -               |                    | -                  | -                  | LC          | 7           | 0           | 14     | 0      |        |
| Totale carriera | Totale carriera    | Totale carriera | 150        | 56         |                 | 2               | 0               |                    | 3                  | 0                  |             | 9           | 0           | 164    | 56     |        |

## Palmarès

### Club

#### Competizioni internazionali
- CONCACAF Champions League: 1

Seattle Sounders: 2022